# Reo Takeshita
Reo Takeshita (竹下 玲王 Takeshita Reo?, Shizuoka, 4 de octubre de 1995) es un exfutbolista japonés que jugaba como delantero.

## Trayectoria

### Clubes
| Club                  | País  | Año       |
| --------------------- | ----- | --------- |
| A. C. Nagano Parceiro | Japón | 2018-2019 |
| MIO Biwako Shiga      | Japón | 2020-2022 |
| Tiamo Hirakata        | Japón | 2023-2024 |